# Henry Browne (5e marquis de Sligo)
Henry Ulick Browne (14 mars 1831 - 24 février 1913) est un pair britannique et irlandais.

## Biographie
Browne est le quatrième fils de Howe Browne (2e marquis de Sligo), et de Hester Catherine de Burgh, fille de John de Burgh (13e comte de Clanricarde). Il accède au marquisat en décembre 1903, à 72 ans, à la mort de son frère aîné célibataire. 
Il travaille dans la fonction publique du Bengale entre 1851 et 1886. Il occupe le poste de sous-lieutenant (DL) du comté de Mayo.
Le 5e marquis est enterré au nord-est de la chapelle principale du Cimetière de Kensal Green à Londres.

## Famille
Il épouse, le 25 octobre 1855, Catherine Henrietta Dicken, fille de William Stephens Dicken et de Catherine Lamb Popham. Ils ont dix enfants :
- George Brown, 6e marquis de Sligo (1er septembre 1856 - 26 février 1935) épouse Agatha Hodgson (1866 - 4 janvier 1965), dont descendance ;
- Catherine Elizabeth Browne (18 novembre 1857 - 13 février 1874), célibataire, sans enfants ;
- Herbert Richard Browne (11 octobre 1868 - 9 septembre 1890), célibataire, sans enfants ;
- Edith Hester Browne (12 mars 1860 - 6 mars 1936) épouse John George Charles (? - 25 octobre 1915), dont descendance ;
- Florence Marion Browne (13 janvier 1863 - 22 novembre 1946) épouse  William Randal Hamilton Beresford-Ash (19 juillet 1859 - 8 mars 1938), dont descendance ;
- Arthur Browne, 8e marquis de Sligo (8 mai 1867 - 28 mai 1951) épouse Lilian Whiteside Chapman (22 novembre 1870 - 13 août 1858), sans descendance ;
- Terence Browne, 9e marquis de Sligo (28 septembre 1873 - 28 juillet 1952), célibataire, sans enfants ;
- Nora Browne (28 septembre 1873 - 28 décembre 1948) épouse Thomas Jasper Mytton More (4 novembre 1872 - 15 janvier 1947), parents de Jasper More ;
- Alice Evelyn Browne (31 mars 1877 - 6 août 1870) épouse John FitzGerald Mahon (20 janvier 1858 - 5 novembre 1942), dont descendance ;
- Alfred Eden Browne, (30 novembre 1878 - 27 août 1918)[2],[3],[4] épouse Cicely Wormald (? - 16 août 1918), dont descendance.

## Décorations
- Médaille du jubilé d'or de Victoria (21 juin 1887)
- Médaille du jubilé de diamant de Victoria (20 juin 1897)
- Médaille du couronnement du roi Édouard VII (26 juin 1902)
- Médaille du couronnement du roi George V (30 juin 1911)